# Vojtěch Christov

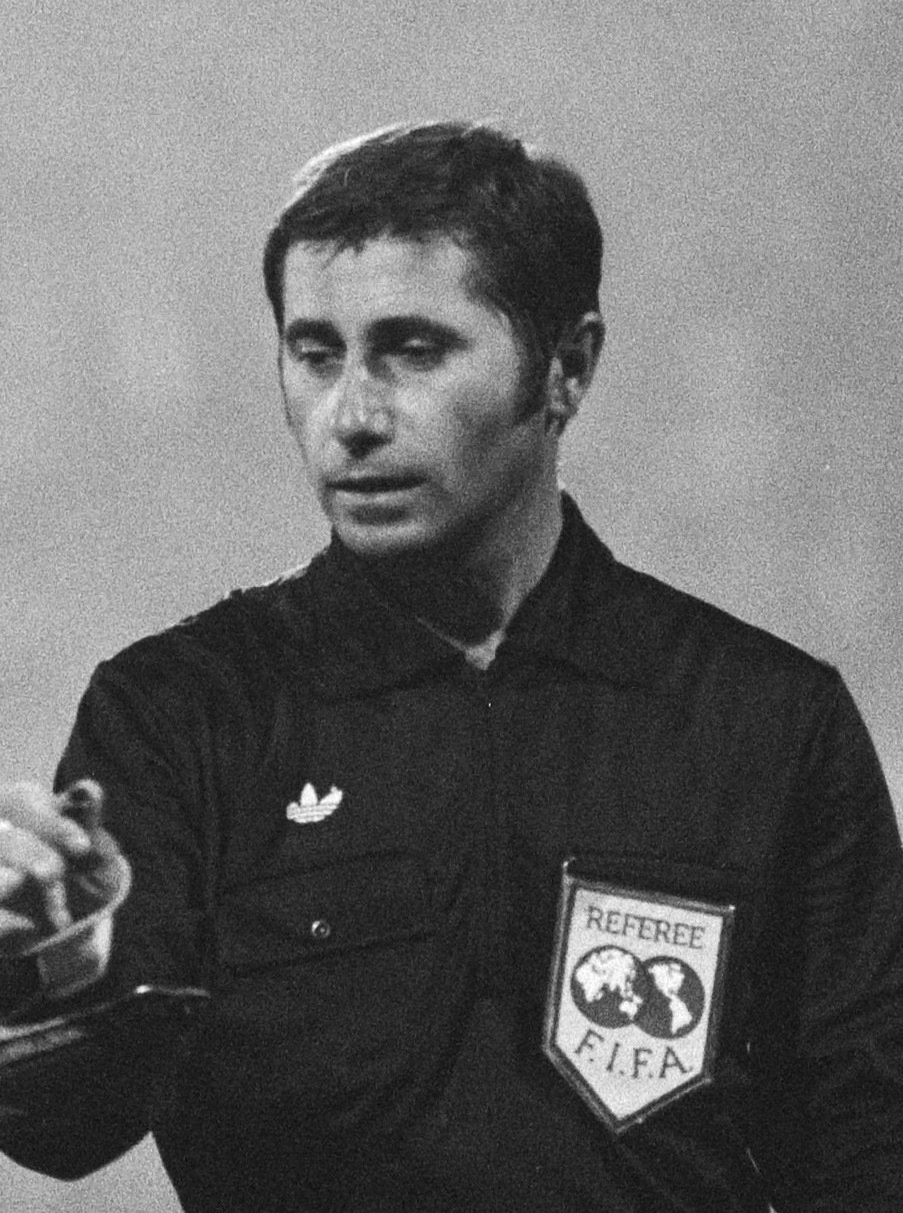
Vojtech Christov im Jahr 1981

Vojtech Christov (* 16. März 1945 in Vranov nad Topľou) ist ein ehemaliger tschechoslowakischer Fußballschiedsrichter.

## Leben
Christov besuchte bis 1964 das Gymnasium seiner Heimatstadt und studierte von 1964 bis 1969 an der Hochschule für Ökonomie in Bratislava. 
Seit 1968 war er Fußballschiedsrichter und ab 1974 pfiff er in der 1. Tschechoslowakischen Liga. Zwei Jahre später wurde er FIFA- und UEFA-Schiedsrichter. 
Christov war bei vier Großereignissen als Schiedsrichter aktiv: Er war Schiedsrichter bei den Olympischen Spielen in Moskau 1980. Im gleichen Jahr leitete er das EC II Finale zwischen FC Valencia und Arsenal London (0:0 n. V. und 5:4 nach Elfmeterschießen). 1982 pfiff er bei der Fußball-Weltmeisterschaft 1982 in Spanien ein Spiel, wo er zwei Gelbe Karten zeigte. Bei der Fußball-Europameisterschaft 1984 in Frankreich durfte er zwei Spiele pfeifen, darunter das Endspiel zwischen Frankreich und Spanien. Weiterhin leitete er ein Spiel bei der Fußball-Weltmeisterschaft 1986 in Mexiko.
Auf Klubebene leitete er ein Spiel im Europapokal der Landesmeister in der Saison 1979/80.
Christov hatte über 50 Einsätze bei Europacupspielen. 1980 kam er beim Finale des Europacups der Pokalsieger in Brüssel zum Einsatz. 1983 leitete er das Hinspiel um den UEFA Super Cup zwischen dem Hamburger SV und dem FC Aberdeen. 1992 beendete Christov seine Schiedsrichterlaufbahn.